# Кайл Капоб'янко
Кайл Капоб'янко (англ. Kyle Capobianco; 13 серпня 1997, м. Міссісога, Канада) — канадський хокеїст, захисник. Виступає за «Садбері Вулвс» у Хокейній лізі Онтаріо (ОХЛ). 
Виступав за «Садбері Вулвс» (ОХЛ). 
У складі юніорської збірної Канади учасник чемпіонату світу 2015.
Досягнення
- Чемпіон ОХЛ (2013)
- Бронзовий призер юніорського чемпіонату світу (2015)